# Nanne Ruuskanen
Nanne Ruuskanen (19 november 2001) is een voetbalspeelster uit Finland. Ze speelt als verdediger voor Djurgårdens IF in de Damallsvenskan.

## Clubcarrière
Ruuskanen begon haar profcarrière bij Pallokissat in 2018 door op zestienjarige leeftijd haar debuut te maken in de Kansallinen Liiga. Ze groeide uit tot belangrijke leider van de defensie, waardoor meerdere clubs interesse toonden in Ruuskanen.
In 2019 maakte Ruuskanen de overstap naar KuPS, een van de succesvolste clubs in het Finse vrouwenvoetbal. In vier seizoenen speelde ze 86 competitiewedstrijden voor de club waarin ze zes keer tot scoren kwam. Ruuskanen maakte haar eerste doelpunt in juli 2019 tegen Turin Palloseuro. Met KuPS werd ze in 2021 en 2022 landskampioen van de Kansallinen Liiga.
In januari 2023 tekende Ruuskanen een contract bij het Noorse SK Brann in de Toppserien. Ze kwam in tien competitiewedstrijden in actie tijdens het seizoen 2023. Van het daaropvolgende seizoen moest Ruuskanen een groot deel missen vanwege een blessure. In november 2024 verliet Ruuskanen SK Brann.
Op 16 januari 2025 tekende Ruuskanen een contract bij het Zweedse Djurgårdens IF  in de Damallsvenskan. 

## Statistieken
| Seizoen | Club           | Land      | Competitie        | Wedstrijden | Doelpunten |
| ------- | -------------- | --------- | ----------------- | ----------- | ---------- |
| 2019    | KuPS           | Finland   | Kansallinen Liiga | 22          | 1          |
| 2020    | KuPS           | Finland   | Kansallinen Liiga | 16          | 0          |
| 2021    | KuPS           | Finland   | Kansallinen Liiga | 22          | 3          |
| 2022    | KuPS           | Finland   | Kansallinen Liiga | 23          | 2          |
| 2023    | SK Brann       | Noorwegen | Toppserien        | 10          | 1          |
| 2024    | SK Brann       | Noorwegen | Toppserien        | 1           | 0          |
| 2025    | Djurgårdens IF | Zweden    | Damallsvenskan    | 10          | 1          |
| Totaal  | Totaal         | Totaal    | Totaal            | 8           | 0          |

Bijgewerkt t/m 7 juni 2025.

## Interlandcarrière
Ruuskanen maakte haar debuut voor Finland in februari 2022 in een vriendschappelijke wedstrijd tegen Kroatië. In juni 2025 maakte de Finse bondscoach Otturo Saarinen een fout door voormalig voetbalster Stina Ruuskanen in plaats van Nanne te selecteren. De fout kon niet meer worden hersteld waardoor Ruuskanen de laatste wedstrijden van de Nations League 2025 moest missen.